# Wyższa Hokejowa Liga
Wyższa Hokejowa Liga (ros. Высшая Хоккейная Лига – transkr. pol. Wysszaja Chokkiejnaja Liga) – drugi poziom rosyjskich rozgrywek w hokeju na lodzie. Pierwszym jest Kontinientalnaja Chokkiejnaja Liga (KHL). Trzecim poziomem rozgrywek jest WHL-B.

## Historia
Do rozpadu ZSRR „Wysszaja Liga” była najwyższą klasą rozgrywkową. Drugą klasą ligową była do tego czasu Pierwaja Liga (ros. Первая лига), zaś niżej istniała jeszcze Wtoraja Liga (ros. Вторая лига). Tenże podział został unieważniony w 1992 po powstaniu niepodległego państwa Rosja. Wówczas Wyższa Liga stała się drugą klasą rozgrywkową. Najwyższą została Superliga.
Do końca sezonu 2007/08, mistrz rozgrywek Wysszaja Liga awansował do Superligi. Zasadą było, iż triumfator Wysszaja Liga był przyjmowany do Superligi, jeśli poza sukcesem sportowym spełniał także wymagania finansowe (jeśli nie, wówczas szansę gry w KHL otrzymywał klub przegrany w finale Wysszaja Liga). Jednak w obu przypadkach degradowany był ostatni zespół w Superlidze. Jeśli żaden z finalistów nie spełniał kryteriów, wówczas awans i degradacja nie odbywały się.
Latem 2008 rozgrywki te zostały zastąpione przez rozgrywki Kontinientalnaja Chokkiejnaja Liga (trzecim poziomem rozgrywek była wówczas Pierwaja Liga). Od tego czasu zaniechano możliwości awansu triumfatora Wysszaja Liga do KHL, a ewentualne przyjęcie klubów do KHL następuje na podstawie decyzji uznaniowej (związanej także ze stanem finansowym klubu).
W 2010 mistrzem rozgrywek WL została drużyna Jugra Chanty-Mansyjsk. W tym samym roku zakończono działalność Wysszaja Liga i w jej miejsce stworzono rozgrywki w nowej formule pod nazwą „Wysszaja Chokkiejnaja Liga”.

## Edycje
Najlepsza drużyna w sezonie zasadniczym uzyskuje Puchar Jedwabnego Szlaku. 
Zwycięzca rozgrywek w fazie play-off otrzymuje trofeum, do sezonu 2016/2017 noszące imię Puchar Bratina. Tuż po śmierci legendarnego radzieckiego zawodnika Władimira Pietrowa, 28 lutego 2017 prezes Rosyjskiej Federacji Hokejowej Władisław Trietjak poinformował, że od sezonu 2017/2018 trofeum przyjmie nazwę imienia Władimira Pietrowa.
W ramach WHL przyznaje się medale mistrzowskie. Z uwagi na to, że w rozgrywkach występowały drużyny spoza Rosji, w przypadku dotarcia przez nie do finału o ligowy Puchar, nie były one uwzględniane w przyznawaniu medali mistrzostw WHL, które otrzymują wyłącznie kluby rosyjskie (tak było np. w sezonach 2012/2013, 2013/2014, 2015/2016, 2016/2017, 2018/2019).
Edycja WHL 2019/2020 nie została dokończona z powodu pandemii COVID-19, a w następstwie tego Federacja Hokeja Rosji ogłosiła ustaloną kolejność drużyn w sezonie, uwzględniając miejsca zajęte w sezonie regularnym oraz wyniki pierwszego etapu fazy play-off.
Przed rozpoczęciem edycji 2024/2025 Federacja Hokeja Rosji i władz rozgrywek WHL podpisały umowę, zgodnie z którą ci ostatni otrzymali prawo organizacji mistrzostw Rosji, w związku z czym zwycięzca fazy play-off zostaje mistrzem Rosji i otrzymuje Puchar Mistrza Rosji, który zastąpił Puchar Pietrowa.
| Sezon   | Sezon zasadniczy         | Triumfator              | Finalista                | Złoty medal             | Srebrny medal           | Brązowy medal           |
| ------- | ------------------------ | ----------------------- | ------------------------ | ----------------------- | ----------------------- | ----------------------- |
| 2010-11 | Rubin Tiumeń             | Rubin Tiumeń            | Nieftianik Almietjewsk   | Rubin Tiumeń            | Nieftianik Almietjewsk  | Toros Nieftiekamsk      |
| 2011-12 | Rubin Tiumeń             | Toros Nieftiekamsk      | Rubin Tiumeń             | Toros Nieftiekamsk      | Rubin Tiumeń            | Dizel Penza             |
| 2012-13 | Saryarka Karaganda       | Toros Nieftiekamsk      | Saryarka Karaganda       | Toros Nieftiekamsk      | Buran Woroneż           | Ariada Wołżsk           |
| 2013-14 | Toros Nieftiekamsk       | Saryarka Karaganda      | Rubin Tiumeń             | Rubin Tiumeń            | Toros Nieftiekamsk      | Mołot-Prikamje Perm     |
| 2014-15 | Saryarka Karaganda       | Toros Nieftiekamsk      | Iżstal Iżewsk            | Toros Nieftiekamsk      | Iżstal Iżewsk           | THK Twer                |
| 2015-16 | THK Twer                 | Nieftianik Almietjewsk  | Iżstal Iżewsk            | Nieftianik Almietjewsk  | Iżstal Iżewsk           | THK Twer                |
| 2016-17 | Torpedo Ust-Kamienogorsk | Dinamo Bałaszycha       | Torpedo Ust-Kamienogorsk | Dinamo Bałaszycha       | Zauralje Kurgan         | Rubin Tiumeń            |
| 2017-18 | Dinamo Sankt Petersburg  | Dinamo Sankt Petersburg | SKA-Niewa                | Dinamo Sankt Petersburg | SKA-Niewa               | Nieftianik Almietjewsk  |
| 2018-19 | SKA-Niewa                | Saryarka Karaganda      | Rubin Tiumeń             | Rubin Tiumeń            | SKA-Niewa               | Toros Nieftiekamsk      |
| 2019-20 | Zwiezda Moskwa           | nie wyłoniony           | nie wyłoniony            | Zwiezda Moskwa          | Dinamo Sankt Petersburg | SKA-Niewa               |
| 2020-21 | Jugra Chanty-Mansyjsk    | Jugra Chanty-Mansyjsk   | Mietałłurg Nowokuźnieck  | Jugra Chanty-Mansyjsk   | Mietałłurg Nowokuźnieck | Rubin Tiumeń            |
| 2021-22 | Jugra Chanty-Mansyjsk    | Rubin Tiumeń            | Dinamo Sankt Petersburg  | Rubin Tiumeń            | Dinamo Sankt Petersburg | Jugra Chanty-Mansyjsk   |
| 2022-23 | Jugra Chanty-Mansyjsk    | Chimik Woskriesiensk    | Sokoł Krasnojarsk        | Chimik Woskriesiensk    | Sokoł Krasnojarsk       | Mietałłurg Nowokuźnieck |
| 2023-24 | Mołot Perm               | Nieftianik Almietjewsk  | AKM Tuła                 | Nieftianik Almietjewsk  | AKM Tuła                | Rubin Tiumeń            |
| 2024-25 | Mietałłurg Nowokuźnieck  | Torpedo-Gorki           | Chimik Woskriesiensk     | Torpedo-Gorki           | Chimik Woskriesiensk    | Dinamo Sankt Petersburg |